# Алексије Филантропин
Алексије Дука Филантропин је био византијски племић и угледни генерал. Рођак владајуће династије Палеолога, постављен је за главнокомандујућег у Малој Азији 1293. и тамо је неко време поново успоставио византијски положај, постигавши неке од последњих византијских успеха против турских емира .  Године 1295. увучен је у устанак против цара Андроника II Палеолога, али је био издан и ослепљен. О њему се ништа не зна све до 1323. године, када га је цар Андроник II помиловао и поново послао против Турака, ослобађајући опсаду Филаделфије, самом својом појавом на бојном пољу. Затим је накратко именован за гувернера Лезбоса 1328. године, а затим поново 1336. године, када је опоравио главни град острва од латинске окупације. Владао је острвом након тога, вероватно до своје смрти 1340-их.

## Биографија

### Младост и породица
Алексије је рођен око 1270 као други син протовестијарија и мега доместикоса Михаила Тарханиота . Његова мајка, Марија, припадала је племићкој породици Филантропина, која је постала истакнута у другој половини 13. века.  Била је ћерка протостратора и мега доукса Алексија Дуке Филантропина, по коме је Алексије и добио име.  По очевој страни, Алексије је такође био блиско повезан са царском породицом Палеолога, преко своје баке, Марте Палеолог, сестре цара Михаила VIII Палеолога (р. 1259–1261).   Алексије се оженио Теодором Акрополитисом, ћерком Константина Акрополита и унуком историчара Георгија Акрополита . Имали су једно дете, Михаила Филантропина, који је такође постао генерал. 

### Прва команда у Азији и устанак
Алексијев ујак, цар Андроник II Палеолог (р. 1282–1328), активно се заинтересовао за одбрану анатолских поседа Византијског царства од надирућих турских емирата почетком 1290-их: надајући се да ће поново успоставити атлекрите, он је насељавао избеглице са Крита који су држали Венецијанци у војним колонијама дуж границе и именовао Алексија за дукса тракејске теме, доделивши му виоку дворску титулу пинкерн .   
Алексије је командовао свим византијским поседима у Азији, осим јонске обале, али његова главна област одговорности била је унутрашњост старе Тракејске теме, која је обухватала југоисточне делове византијске Анадолије. Извесни Либадариос га је заменио у северним провинцијама ( Неокастра ).  Током наредне две године Алексије је остварио неколико победа: победио је Мизијске Турке код Ахираја и приморао их да признају византијску власт, а затим се преселио на југ.  Са седиштем у Нимфејону, он је претражио долину реке Маеандер, успевши да заустави турске нападе и напредује у емират Ментеше, поново заузевши тврђаву Меланоудион, град Хијерон, и ослободио Милета плаћања данка Турцима.   Многи Турци су се, бежећи од притиска Монгола, придружили његовој војсци,  и током његових похода је заробљено толико да је монах и учењак Максим Плануд, Алексијев пријатељ, написао да је „овца била скупља за куповину од муслиманских затвореника“.  Његови успеси учинили су га популарним међу мештанима, који су наводно почели да сугеришу да би требало да постане цар. Филантропин је у почетку одбијао да их послуша и чак је тражио од цара Андроника II да га пребаци из Анадолије, али узалуд.  Средином 1294. цар је наложио Филантропину да пренесе област Лидије под Либадаријеву контролу.  У лето 1295, док је Филантропин био у Тралеису, турски генерал по имену Карман искористио је прилику да нападне Приене, али је узвратио великим губицима, а Филантропинове трупе су повратиле Хјерона. 
У овом тренутку, у јесен 1295, Алексије је устао против цара Андроника II, (проглашен за цара од стране својих војника, није хтео да пристане на то, међутим како су вести о проглашењу стигле до цара Андроника II, више није имао избора сумња је пала на њега и морао је да стане на чело устанка). Тачне околности и разлози за овај потез остају нејасни, али побуну је подстакло незадовољство азијских провинција због високих пореза и онога што су многи схватили као занемаривање одбране Азије од стране Палеолога.  Његова побуна је свакако имала подршку народа: како прича Георгије Пахимер, „у манастирима [..] више се није помињало име цара, већ само Филантропиново“.  У Ефесу Алексије је ухватио Теодора Палеолога, царевог брата, али није успео да добије подршку свих гувернера провинција; Либадарије је, пре свега, који је био и Теодоров таст, остао веран цару Андронику II.  Почели су преговори, тако што је цар Андроник II понудио Алексију титулу цезара како би га уљуљкао у лажни осећај сигурности, а он је спреман да га се отараси. Око Божића, Либадарије је убедио неке критске војнике да ухвате Алексија и наредио је да га ослепе, то је казна којом су се обично кажњавали побуњеници.  

### Помиловање и спасавање Филаделфије
Алексија је на месту команданта заменио Јован Тарханиот, рођак цара Андроника II,  док је Алексије нестао са историјске сцене на 30 година. Његови наследници су се показали у великој мери инфериорним и до 1323. године, византијски посед у Азији био је знатно смањен. У том тренутку, патријарх Исаија је позвао цара Андроника II да позове остарелог генерала. Очајни цар Андроник II је пристао и помиловао Алексија 1324.  Алексије је добио задатак да ослободи изоловану ексклаву Филаделфију, која је дуго била под опсадом и била спремна да падне.  Војска му није дата, али је, према византијским хроничарима, сама вест о Алексијевом приближавању и стахопоштовање  које су Турци имали према њему, били довољни да се повуку, (ратници који су опседали Филаделфију су потомци оних Турака против којих је Алексије успешно ратовао пре побуне, они су одрасли на причама о непобедивом генералу Алексију Филантропину).   Алексије је постављен за гувернера града, положај који је задржао до 1327. 

### Гувернер Лезбоса
Филантропин је остао у Филаделфији до 1326. године, вероватно и 1327. године, али се чини да је тада постављен за гувернера стратешки важног византијског острва Лезбоса, пошто га је са исте дужности 1328. разрешио цар Андроник III Палеолог . 
Године 1335, Лезбос је заузела латинска војска под ђеновским господаром Фокеје, Доменико Катанео, а цар Андроник III је подигао флоту од 83 брода да поврати острво, који је стигао у јуну 1336.  Флота је искрцала војску, коју је предводио Алексије Филантропин, која је брзо обезбедила цело острво осим главног града Митилене .  Филантропин се супротставио снажном гарнизону од 500 латинских плаћеника наводећи их, групу по групу, да му приђу.  Опсада је трајала до новембра, када је Доменико капитулирао, враћајући Царству Лезбос и Фокеју.  Следеће године, Филантропин је успео да спречи турски напад на острво подмићивањем Турака.  Изузетно хваљен од савременика као што је Нићифор Григора као „Велизар из доба Палеолога “, цар Андроник III је оставио Алексија Филантропина као гувернера острва, где је живео до своје смрти, која се догодила вероватно 1340-их. 

### У историјској фикцији
- Емануеле Ризарди, Узурпатор . Ассобиз уредник, 2020